# Live at the Gods Festival 2002
Live at the Gods es un álbum en vivo grabado por la banda Hardline que fue lanzado en formato DVD y CD en el año 2003. Se grabó en el Festival "Gods Festival" en Bradford, Inglaterra, el 2 de junio de 2002, en el cual Hardline fue invitado a participar como "banda estelar del festival". El concierto duró todo el día y contó con 8 bandas, como Jeff Scott Soto (ex Axel Rudi Pell, banda en la cual, irónicamente Johnny Gioeli tomó su lugar), quien hizo su primera actuación en vivo como solista, y Harem Scarem. Hardline fue la banda en cerrar el concierto, comenzando a tocar alrededor de las 2 de la mañana.
Durante las primeras dos canciones del concierto, la banda experimentó varios problemas técnicos y de sonido en el escenario. Los micrófonos y el equipo habían estado funcionando todo el día, lo cual afectó la toma de audio de las coristas que no podían escuchar sus propias voces y los demás instrumentos de la banda por el desbalance sonoro. 
Durante el solo de guitarra de la balada "Face the Night", Johnny Gioeli, enfurecido, quitó el escenario para pedirle al personal técnico que arreglara los micrófonos; sin embargo el cantante recuperó la calma y regresó al escenario para terminar el concierto, Johnny Gioeli ha afirmado en varias ocasiones que este álbum fue uno de los discos en vivo que más ha odiado.
La banda contó con la ayuda de tres coristas (dos mujeres y un hombre) en el concierto. Las dos coristas también participaron en gira de la otra banda de Johnny –Axel Rudi Pell– en su tour Shadow Zone del año 2002. Las dos mujeres también aparecen en el disco Knights Live junto a Johnny y Axel.
La versión en CD del concierto contiene tres bonus tracks que corresponden a canciones de estudio originalmente escritas para el álbum II.
El DVD contiene el concierto completo, sin material adicional; sin embargo, al final después de los créditos, hay una presentación de diapositivas que contiene fotos tomadas desde el concierto, mientras que el tema inédito "Hypnotized" suena como telón de fondo.

## Lista de canciones
1. "Intro" - 0:16
2. "Hot Cherie" - 6:15
3. "Life's a Bitch" - 4:33
4. "Everything" - 4:14
5. "Face the Night" - 4:30
6. "Takin' Me Down" - 4:00
7. "Weight" - 3:27
8. "In the Hands of Time" - 8:04
9. "Only a Night" - 4:10
10. "I'll Be There" - 4:00
11. "Drum Solo" - 4:13
12. "Rhythm from a Red Car" - 5:24
13. "Keyboards Solo" - 3:00
14. "Dr Love" - 6:53

### Bonus track's de la versión CD
1. "Hypnotized" - 4:30
2. "Only a Night" (Acoustic) - 3:46
3. "Mercy" - 3:48

## Miembros
- Johnny Gioeli - vocalsista
- Josh Ramos - Guitarra Principal
- Joey Gioeli - Guitarra rítmica
- Michael T. Ross - Teclas
- Bob Burch - Bajo
- Bobby Rock - Batería
- Gudi Laos - Coros
- Katja Kutz - Coros